# A New System of Domestic Cookery
A New System of Domestic Cookery (рус. «Новая система домашней кухни») — кулинарная книга, написанная Марией Элизой Кетлби Ранделл (1745 — 16 декабря 1828) и впервые изданная в 1806 году; наиболее известная английская поваренная книга первой половины XIX века.
Полное название — «Новая система домашней кухни, основанная на принципах экономии и приспособленная к применению в частных семействах» (англ. New System of Domestic Cookery: Founded up Principles of Economy; and Adapted to the Use of Private Families). Эта книга иногда именуется по имени автора — «Миссис Ранделл», хотя, вплоть до смерти Марии Ранделл, вместо него на фронтисписе указывалось просто «леди».

## История
Книга, впервые вышедшая в 1806 году, на тот момент представляла собой небольшую подборку рецептов, напечатанную Джоном Мюрреем (1778—1843), другом семейства Ранделлов и известным лондонским издателем, работавшим, в частности с лордом Байроном и Вашингтоном Ирвингом.
Мария Ранделл не потребовала никакого вознаграждения за свою работу; однако, когда она обратилась к другому лондонскому издателю, Мюррей договорился с ним о совместной печати, после чего оба издателя оказались под судом. Джон Мюррей, получивший весь доход предыдущих изданий даже использовал не принадлежавшее ему авторское право на книгу как залоговое обеспечение при покупке дома. Дело закончилось тем, что в 1821 Мюррей выплатил мисс Ранделл 2000 фунтов чтобы решить вопрос миром.
В дальнейшем, существенно переработанная поваренная книга пережила 37 американских и более 60 английских изданий, в Англии, она продолжала переиздаваться вплоть до 1880 года, в том числе с дополнениями, сделанными Эммой Робертс. На 1865 общий тираж составлял 245 тысяч экземпляров. В Америке же, где книга впервые появилась в 1807 году, она — с прибавлением местных рецептов — также выходила под названиями «American Domestic Cookery and The Experienced American Housekeeper», или «Domestic Cookery». На территории США она вскоре утратила популярность, её место заняли книги Мэри Рэндольф, Марии Лидии Чайльд и Элайзы Лесли. Переиздание книги образца 1816 года было напечатано в 2008 году издательством Persephone Books.
Впоследствии Мария Ранделл удостоилась статьи в Британском «Словаре национальной биографии», став одной из двух женщин (вместе с Ханной Гласс) признанных исключительно за авторство поваренной книги.